# Rajmundowo (Nekla)
Rajmundowo – część miasta Nekla w Polsce, położona w województwie wielkopolskim, w powiecie wrzesińskim, w gminie Nekla.
W latach 1975–1998 Rajmundowo administracyjnie należało do województwa poznańskiego.

## Historia
Osadę, jako folwark w lesie pod Neklą założył Rajmund hrabia Skórzewski herbu Drogosław, właściciel dóbr nekielskich i czerniejewskich, twórca Ordynacji Skórzewskich na Czerniejewie-Radomicach. Nazwa osady pochodzi od jego imienia.